# Роберт Муг
Роберт А. Муґ (англ. Robert A. Moog, в англомовних джерелах вживається також Bob Moog; в оригінальній, голландській транскрипції читається як Моуґ); 23 травня, 1934 — 21 серпня, 2005) — американський винахідник, що прославився створенням першого комерційно успішного синтезатора, названого на честь свого винахідника — синтезатором Муґа.

## Біографія

Роберт Муґ із синтезаторами

Народився у сім'ї інженера компанії Consolidated Edison. В дитинстві захоплювався електронікою та у 14-річному віці сам зібрав терменвокс за кресленнями Л. Термена. Згодом це захоплення стало початком сімейного бізнесу — у 1954 році разом із батьком заснував фірму «Moog Co», яка займалася випуском та збутом терменвоксів.
Освіту здобув у спеціалізованій школі науки Bronx High School of Science, Королівському університеті (Нью-Йорк) та Корнельскому Університеті де здобув науковий ступінь доктора (Ph.D.) у сфері інженерної фізики.
Перший синтезатор Муґа на основі субтрактивного синтезу був створений 1964 року, цей інструмент був представлений на з'їзді Товариства звукоінженерів (Audio Engineering Society). Згодом синтезатори Муґа використовували провідні рок- та поп-гурти: The Beatles, Yes, The Monkees, Pink Floyd, Emerson, Lake and Palmer, а також такі музиканти як Стіві Вандер і Френк Заппа. Велику популярність мав альбом Венді Карлоса Switched-On Bach, в якому твори Й. С. Баха були записані на синтезаторі Муґа.
У 1970 році Moog Music випустила Minimoog, портативну, автономну модель, і модульні системи стали другорядною частиною бізнесу Moog. Minimoog був описаний як найвідоміший і найвпливовіший синтезатор в історії.
Після продажу компанії Moog Music виробництво синтезаторів Moog припинилося на початку 1980-х. Термін дії патентів та інших прав на модульні схеми Moog закінчився в 1990-х. У 2002 році, після того, як Роберт Муг відновив права на бренд Moog і придбав компанію, було випущено оновлену версію Minimoog Voyager. У 2016 році Moog випустив нову версію оригінального Minimoog.

## Оцінки
Внаходи Р. Муга справили значний вплив на розвиток музичної культури. ВВС описує його як піонера синтезованого звуку. За словами «Гардіана», його винаходи «змінили колір поп- та класичної музики». Ім'я Муга стало настільки асоційованим з електронною музикою, що іноді його використовували як загальний термін для будь-якого синтезатора. У 2004 році розробкам Муга було присвячено документальний фільм Ганса Ф'єллестада, який заявив у 2004 році, що Moog «втілює архетипного американського винахідника».
Роберт Муг став почесним доктором Політехнічного інституту Нью-Йоркського університету (Нью-Йорк), Коледжу Лайкінг (Вільямспорт, Пенсільванія) та Музичного коледжу Берклі,, отримав нагороду Греммі Опікуни за життєві досягнення в 1970 році, Полярну музичну премію в 2001 році та Спеціальну нагороду / Технічну премію Греммі у 2002 році. У 2013 році Муг потрапив до Національного залу слави винахідників. У 2012 році на святкуванні дня народження Google створив інтерактивну версію синтезатора Minimoog як свій Google Doodle .

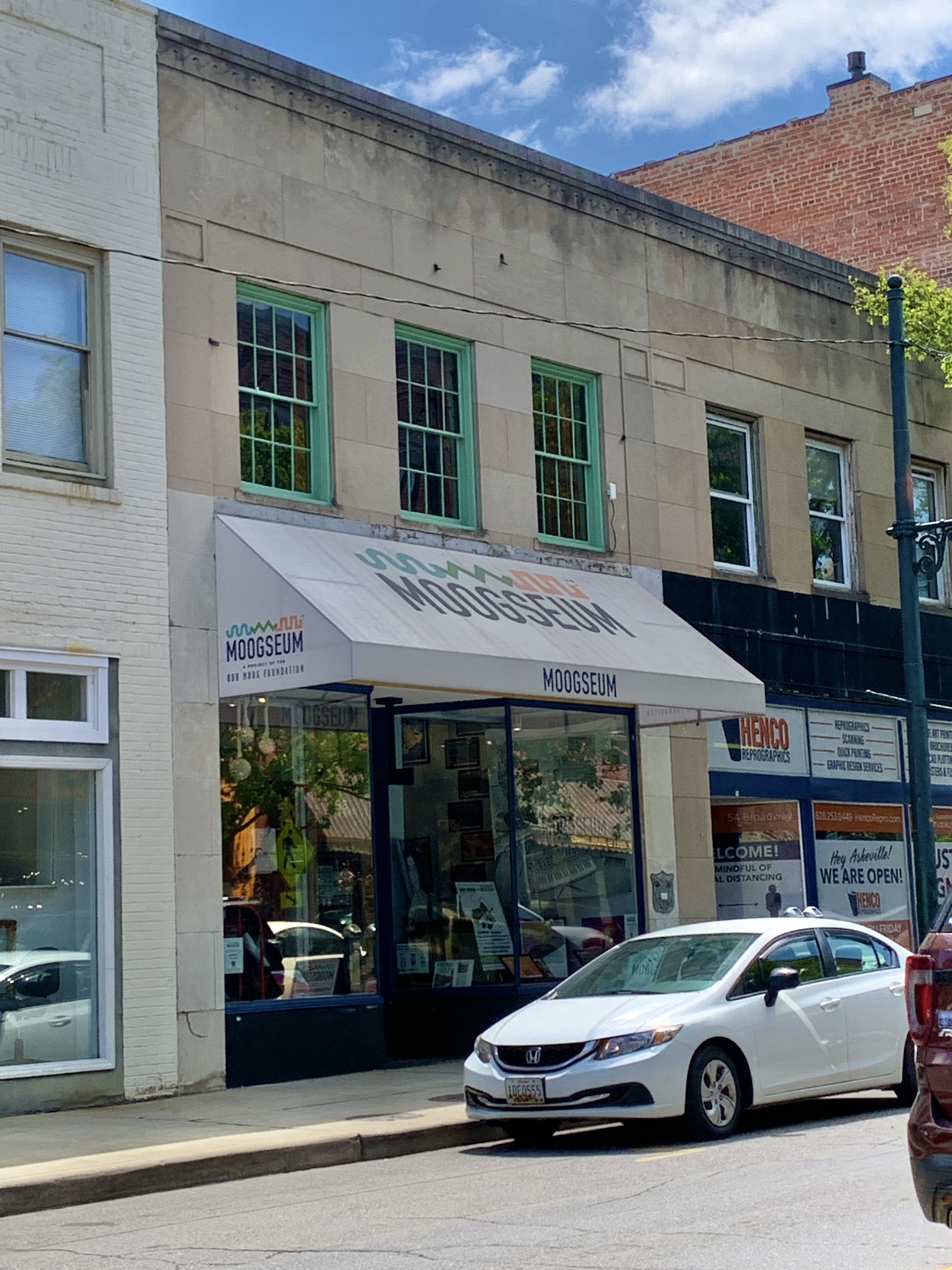
Музей

## Пам'ять
2005 року сім'єю Муґа був заснований фонд Bob Moog Foundation, що популяризує винаходи Муґа. У серпні 2019 року Фонд Боба Муга відкрив Музей присвячений творчості Муга, в Ешвілі (штат Північна Кароліна). Серед експонатів — рідкісні терменвокси, прототипи синтезаторних модулів та документи Moog.